# María Blasco Marhuenda

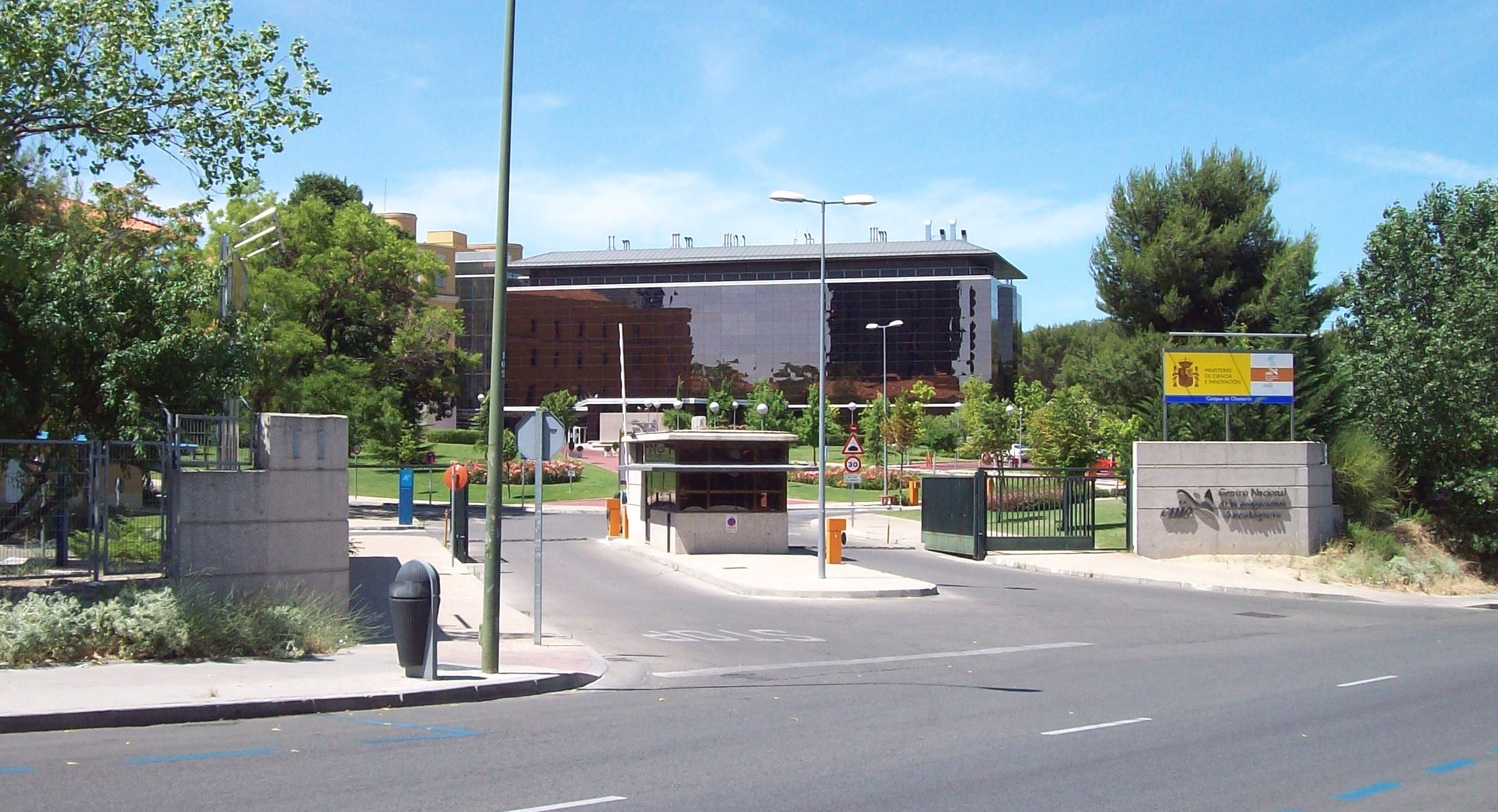
CNIO (Madrid)

María Antonia Blasco Marhuenda, coneguda com a 'María Blasco' (Alacant, 6 de juliol de 1965), és una científica espanyola especialitzada en els telòmers i la telomerasa. Entre 22 de juny de 2011 i gener de 2025 va dirigir a Espanya el Centro Nacional de Investigaciones Oncológicas (CNIO).

## Dades acadèmiques i d'investigació
Des de 1983 a 1988 cursa la llicenciatura en Biologia per la Universidad Autónoma de Madrid. L'any 1993 obté el doctorat en Bioquímica i Biologia Molecular, també a la UAM sota la direcció de Margarita Salas Falgueras, del Centro de Biología Molecular Severo Ochoa (UAM-CSIC), a Madrid. Aquest mateix any es trasllada per ocupar un lloc com a investigadora postdoctoral al laboratori de la Dra. Carol Greider en el Cold Spring Harbor Laboratory, NY, USA, fins a l'any 1997 quan comença la seva trajectòria de recerca com a cap de grup i científica del CSIC en el Departamento de Inmunología y Oncología, Centro Nacional de Biotecnología a Madrid.

### Centro Nacional de Investigaciones Oncológicas
El 2003 es va incorporar al Centre Nacional d'Investigacions Oncològiques (CNIO), aleshores sota la direcció del Dr. Mariano Barbacid, com a responsable del Grup de Telòmers i Telomerasa y a més, dins el 2011 com a Directora del Programa d'Oncologia Molecular. Del 2005 al 2011 fou Vicedirectora d'Investigació Bàsica. El 22 de juny de 2011 va succeir Barbacid a la direcció del  CNIO. Fou destituïda el gener de 2025 enmig d'una polèmica.

### Life Length - Assaig d'Envelliment
María Blasco és fundadora de l'empresa de biotecnologia Life Length juntament amb la Fundación Marcelino Botín i la consultora Matlin Associates. Life Length, creada el setembre de 2010, és l'empresa encargada d'explotar comercialment, sota la llicència cedida pel CNIO, la tecnologia que permeti mesurar la longitud dels telòmers i la previsió de divisió cel·lular i, per tant, l'expectativa de vida individual, segons aquestes variables.

## Mèrits i premis
- 2017 - Distinció de la Generalitat Valenciana al Mèrit Científic[12]
- 2013 - Académica Correspondiente de la Real Academia Nacional de Farmacia Arxivat 2016-07-24 a Wayback Machine.
- 2012 - Membre del Comité Científic de AXA Research Fund
- 2012 - Membre del Comité Científic de Vall d'Hebron Institut de Recerca (VHIR) Arxivat 2014-05-21 a Wayback Machine.
- 2012 - Membre de la Junta Directiva i Presidenta del Comité Assessor Extern del Centro Nacional Español de Investigación en Envejecimiento (CNIE) Arxivat 2014-05-21 a Wayback Machine.
- 2012 - Pezcoller Foundation-AACR International Award for Cancer Research Selection Committee Arxivat 2014-03-10 a Wayback Machine.
- 2012 - Official Nominator for the "2014 Japan Prize" awarded by The Japan Prize Foundation, Japan
- 2012 - Ministerio de Asuntos Exteriores y Cooperación Internacional "Embajadora Honoraria de la Marca España-2013 Arxivat 2015-12-25 a Wayback Machine."
- 2012 - Santiago Grisolía Chair 2012 in Biomedicine and Neurosciences, Spain
- 2011 - IDEAS 2011 Premi a la Innovaciónn y Transformación Social, Fundación IDEAS, España.
- 2011 - Directora del Centro Nacional de Investigaciones Oncológicas.[3]
- 2010 - Premi Nacional d'Investigació Santiago Ramón y Cajal.
- 2010 - Premi Fundación Lilly de Investigación Biomédica Preclínica.
- 2007 - Premi Rei Jaume I a la Investigació Bàsica.
- 2004 - Premi medalla de oro EMBO (European Molecular Biology Organization) Heidelberg.[13]
- 2003 - Premi Josef Steiner Arxivat 2018-10-26 a Wayback Machine. de Investigación en Cáncer.
- 2002 - Premi-Conferencia "EMBO Lecture" en la reunión ELSO 2002, Niza, Francia.
- 2002 - Premi "Early Career Award" de la European Life Sciences Organization (ELSO).
- 2002 - Premi "Young Cancer Researcher Award" de la European Association for Cancer Research (EACR).
- 2001 - Premi SEBBM Beckman/Coulter.
- 2001 - Premi a la excelencia investigadora en biomedicina de la Fundación de Ciencias de la Salud.
- 2000 - Membre electe de EMBO.
- 2000 - Premi "Swiss Bridge Award 2000" de Investigación en Cáncer.
- 2000 - Premi FEBS.
- 2000 - Editora de "European Life Scientist's Organization Gazette" (ELSO Gazette)
- 1999 - II Premi de Investigación en Oncología de la Fundación Echevarne.
- 1999 - Editora associada del "Journal of Biomedicine & Biotechnology".

## Beques
- 1989-1993 - Beca predoctoral del Ministerio de Ciencia y Tecnología.
- 1993-1995 - Beca postdoctoral del Ministerio de Ciencia y Tecnología.
- 1996-1997 - "Special Fellow" de la "Leukemia Society of America".

## Publicacions
Artícles
- Alguns del seus artícles, més de 200, es poden consultar a: CNIO-Grupo de telómeros y telomerasa[14] i al Google Scholar[15]

Llibres de divulgació
- 2011 - María A. Blasco y Julio Pérez Díaz, Envejecimiento. Los libros de la Catarata, colección Debates Científicos. ISBN 978-84-8319-617-5.[16]

Artícles d'opinió
- Realidad y ficción contra el machismo: 'Lean in' y 'Borgen'
- Desigualdad de género; ¿a qué estamos esperando?